# Archaeophya
Genre
Archaeophya est un genre de libellules de la famille des Synthemistidae (sous-ordre des Anisoptères). Ces espèces sont endémiques de l'Est de l'Australie.

## Liste d'espèces
Selon Catalogue of Life (21 avril 2020) :
- Archaeophya adamsi Fraser, 1959
- Archaeophya magnifica Theischinger & Watson, 1978